# Ахеменидские сатрапии

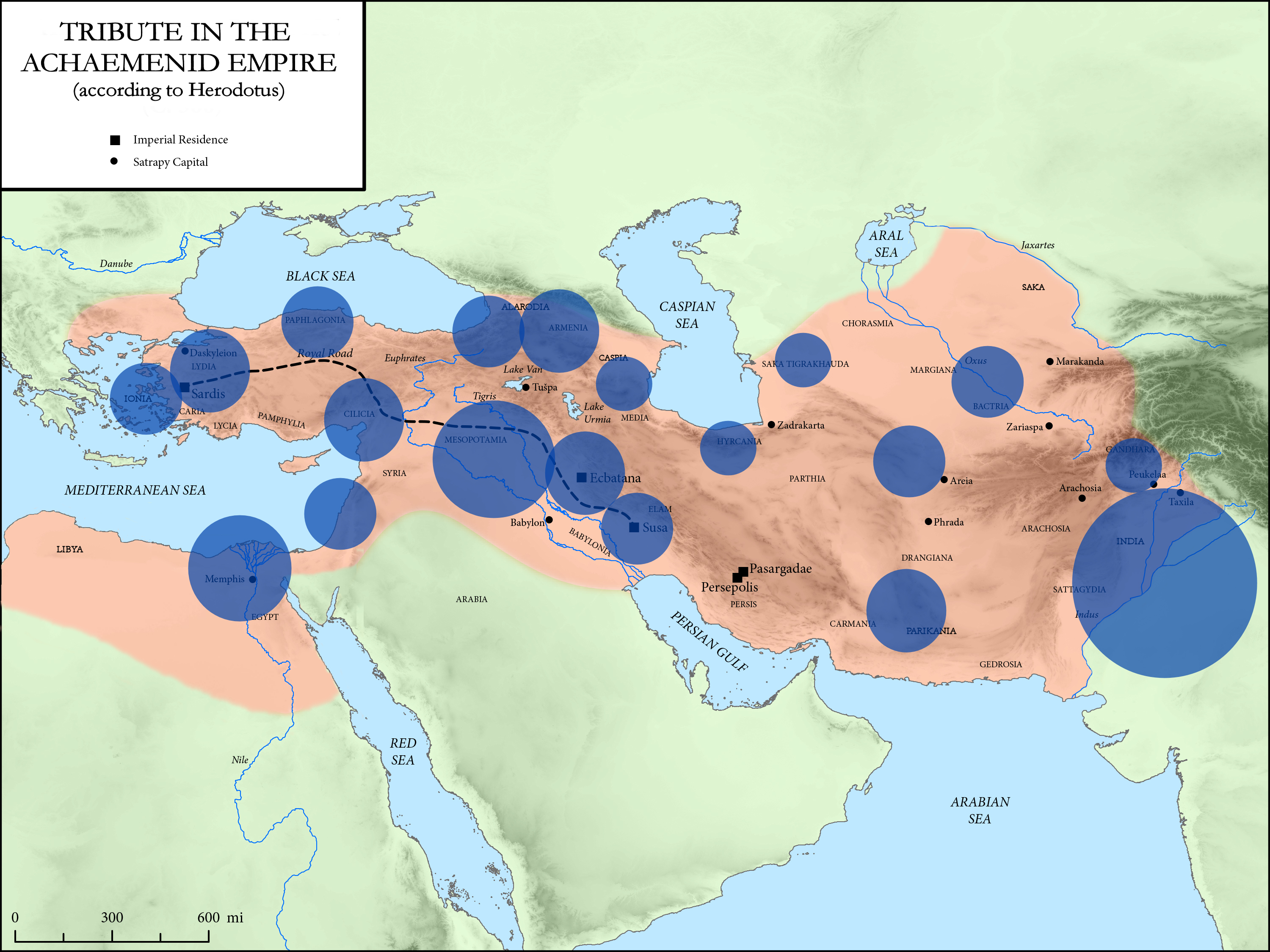
Дань, платимая различными сатрапиями державы Ахеменидов

Ахемени́дские сатра́пии — провинции державы Ахеменидов и зависимые от неё территории. Возглавлялись сатрапами. В период наибольшего расширения держава Ахеменидов включала в себя обширные территории. Сатрапы обладали достаточной самостоятельностью, владели собственными армиями, воевали друг с другом (Кир Младший и Тиссаферн) и даже восставали против царя.

## Геродотов список
Классический список из 20 сатрапий приводит Геродот в 3-й книге своей Истории (V в. до н. э.). Список сатрапий (с указанием количества ежегодной дани) приводится в следующей таблице.
| Область | Сатрапии или народы | Современные страны                | Сатрапы          | Годичная дань |
| ------- | --- | --------------------------------- | ---------------- | --- |
| I       | Ионийцы, анатолийская Магнезия, Эолия, Кария, Ликия, Памфилия                                                           | Турция (юго-запад)                | Гекатомн, Мавсол | 400 талантов серебра |
| II      | Лидия, мизийцы, лаконяне, кавалияне, хитенияне                                                                          | Турция (северо-запад)             | Тиссаферн        | 500 талантов серебра |
| III     | Племена южнее от Геллеспонта, Фригия, азиатские Фракийцы, Пафлагония, марияндинийцы, малоазиатские сирийцы (Каппадокия) | Турция (центральная Анатолия)     | Фарнабаз         | 360 талантов серебра |
| IV      | Киликия | Турция (юго-восток)               | Мазей            | 360 белых коней (один за каждый день в году) и 500 талантов серебра; из них: 140 талантов на содержание местной конницы, остальные 360 — Царскому дворцу Державы, |
| V       | Заречье (Сирия) | Сирия, Ливан, Израиль             | Мегабиз          | 350 талантов серебра |
| VI      | Египет и Ливия с городами Кирении и Барки (~11 000 000)                                                                 | Египет                            |                  | 700 талантов серебра и 120 000 медимнов зерна (для содержания военного гарнизона в городе Мемфисе)                                                                |
| VII     | Саттагидия, Гандхара, дадийцы, апариты                                                                                  | Афганистан (юг), Пакистан (север) |                  | 170 талантов серебра |
| VIII    | Сузиана | Иран (юго-запад)                  |                  | 300 талантов серебра |
| IX      | Вавилония и Ассирия ~11 000 000                                                                                         | Ирак                              |                  | 1000 талантов серебра и 500 слуг-евнухов |
| X       | Экбатаны и остальная Мидия, парикании, ортокорибантии                                                                   | Иран (северо-запад)               |                  | 450 талантов серебра |
| XI      | Каспии, паусикийцы, пантиматы, дариты                                                                                   | Азербайджан (юг)                  |                  | 200 талантов серебра |
| XII     | Бактрия и соседние народы (~2 000 000)                                                                                  | Таджикистан, Афганистан (север)   | Гистасп, Бесс    | 360 талантов серебра |
| XIII    | Армения, в составе которого Пактия (Пайтакаран?) и остальные народы до Чёрного моря (~2 000 000)                        | Турция (восток)                   | Тирибаз          | 400 талантов серебра |
| XIV     | Сагартии, саранги, фаманеи, утии, мики и жители островов Красного моря                                                  | Иран (восток)                     |                  | 600 талантов серебра |
| XV      | саки и каспии | Азербайджан (север)               |                  | 250 талантов серебра |
| XVI     | Парфяне, Хорезм, Согдиана и арии (~2 000 000)                                                                           | Туркмения, Узбекистан             |                  | 300 талантов серебра |
| XVII    | Париканиянцы и азиатские эфиопы (дравиды) (~2 000 000)                                                                  | Пакистан (юго-запад)              |                  | 400 талантов серебра |
| XVIII   | Матиены, саспиры, алародии, армяне                                                                                      | Армения, Грузия                   | Оронт            | 200 талантов серебра |
| XIX     | мосхи, тибарены, макроны, мосинойки, мары                                                                               | Турция (северо-восток)            |                  | 300 талантов серебра |
| XX      | Индия (самый многочисленный из древних народов, ~35 000 000 (5 000 000 в пределах границ Персии)                        | Пакистан                          |                  | 360 талантов золотом (самая большая сумма) |
| (+)     | Арабы (~1 000 000) | Иордания                          |                  | 1000 талантов ладана |

## Бехистунская надпись
Клинописная Бехистунская надпись содержит список сатрапий, который несколько отличается от Геродотова списка. Разница в списках может быть вызвана разницей в датировках списков: Бехистунская надпись относится к более раннему времени (VI в. до н. э.). Здесь ещё 23 сатрапии.
Ряд провинций полностью совпадает в двух списках: Египет (VI округ), Лидия (II округ), Иония (I округ), Мидия (Х округ), Армения (XIII округ), Каппадокия (III округ), Саттагидиш (VII округ), Бактрия (XII округ).
Отдельно выделена Персия как метрополия. Вавилония и Ассирия разделены. Сузиана известна под древним именем Элама. Парфия, Согдиана, Хорезм и Арейя (афганский Герат) упомянуты раздельно.
Также упомянуты Аравия, [страны у моря] (Сирия?), Дрангиана, Гайдара (Гедросия или Гандхара), Сака (XV округ?), Арахозия, Мака (XIV округ?).
В Бехистунской надписи отсутствует ряд причерноморских сатрапий (XVIII и XIX округа).

## Сатрапии в годы македонского нашествия
В IV веке до н. э. держава Ахеменидов пала под ударами войск Александра Македонского. К этому времени упоминаются следующие сатрапии: Лидия (сатрап Спифридат), Каппадокия (сатрап Митробузан), Кария (сатрап Оронтобат), Фригия (сатрап Арсит), Египет (сатрап Савак), Бактрия (сатрап Бесс), Арахозия (сатрап Барсаент), Ария (сатрап Сатибарзан), Сузиана (сатрап Абулит).